# Kanton Barbazan
Kanton Barbazan (francouzsky Canton de Barbazan) je francouzský kanton v departementu Haute-Garonne v regionu Midi-Pyrénées. Tvoří ho 24 obcí.

## Obce kantonu
- Antichan-de-Frontignes
- Ardiège
- Bagiry
- Barbazan
- Cier-de-Rivière
- Frontignan-de-Comminges
- Galié
- Génos
- Gourdan-Polignan
- Huos
- Labroquère
- Lourde
- Luscan
- Malvezie
- Martres-de-Rivière
- Mont-de-Galié
- Ore
- Payssous
- Pointis-de-Rivière
- Saint-Bertrand-de-Comminges
- Saint-Pé-d'Ardet
- Sauveterre-de-Comminges
- Seilhan
- Valcabrère